# The Seer
The Seer hay Nhà tiên tri là một nhân vật trong series phim truyền hình dài tập Phép Thuật của Mỹ.

## The Seer trong phần 4
Trong cuốn sách bóng tối, The Seer được viết là một con quỷ cấp cao với khả năng nhìn được tương lai, chuyên phục vụ cho các quỷ vương. Trong phần 4, tập 13 khi người tiên tri cũ của quỷ vương The Source bị Cole giết The Seer trở thành tiên tri của ông, bà nhìn thấy cái chết của ông dưới tay của Piper, Phoebe và Paige. Bà ta nhìn thấy Giáo hội bị nhốt trong lưới tinh thể, cố bắn ra quả cầu năng lượng nhưng bị lưới tinh thể làm phản lại khiến ông chết. Nhà tiên tri nói điều này cho Giáo hội, ông ta nổi điên vì lo sợ nên quyết định dùng sức mạnh Hollow được canh giữ bởi một con quỷ và một thiên thần. Sau đó ông ta giết thiên thần, khống chế con quỷ canh giữ và lấy đi sức mạnh. Nhà tiên tri đã cảnh báo cho quỷ vương rằng bà ta không nhìn thấy bất cứ thứ gì kể từ khi Giáo hội dùng đến sức mạnh Hollow. Nhưng quỷ vương cứng đầu, mắc vào bẫy của bà ta, ông vẫn quết định dùng sức mạnh này và tin rằng mình đã khống chế được nó.  Paige và Piper lần lượt bị ông ta lấy đi sức mạnh của mình nhờ vào Hollow sau đó quay lại giết bộ ba. Nhà tiên tri triệu tập Cole vì biết trong anh vẫn còn một phần của cái ác, mụ ta khuyên bảo Cole Tuner tiếp nhận sức mạnh. Vì lo ngại cho mạng sống của Phoebe, Cole đã nhờ nhà tiên tri lấy sức mạnh Hollow truyền vào người mình sau đó Cole đã dùng sức mạnh này giết chết Quỷ vương. Tưởng rằng mọi chuyện đã xong, nhưng khi tiêu diệt xong quỷ vương, Cole luôn bị nhà tiên tri lôi kéo trở lại con đường cũ, cuối cùng Cole trở thành quỷ vương mới.
Khi Cole trở thành quỷ vương, nhà tiên tri bày cách cho Cole lừa cưới Phoebe trong nghĩa địa,và uống máu của Phoebe để đứa con của Cole và Phoebe trở thành quỷ dữ khi sinh ra. Bà ta cùng quỷ vương lúc này là Cole thay nhau lừa gạt, thuyết phục Phoebe đi theo Cole trở thành nữ hoàng của quỷ, người duy nhất nhận ra chuyện này là Paige vốn không có ấn tượng tốt về Cole nhưng Paige không được ai tin và cả Phoebe, Piper và Leo đều nghĩ Cole trong sạch. Cuối cùng, Phoebe cùng Cole xuống thế giới ngầm, Phoebe trở thành nữ hoàng của quỷ vương. Trong lúc Phoebe mang bầu, nhà tiên tri luôn cho Phoebe uống một thứ nước độc, nó làm tăng sức mạnh của quỷ trong người đứa con của Phoebe đồng thời làm Phoebe yếu dần. Nhưng, Paige và Piper bắt Phoebe phải lựa chọn giữa quỷ vương và chị em gái, Phoebe đã chọn các chị em của  mình và cùng đọc thần chú giết Cole. Nhà tiên tri trở lại thế giới ngầm, luôn triệu tập Phoebe nhờ vào tính quỷ có trong đứa con của cô. Cuối cùng, cả Piper, Phoebe và Paige bị nhốt trong chiếc lồng do chính mụ ta làm và truyền đứa con của Phoebe sang mình đồng thời nhận chức quỷ vương mới. Sau khi nhận chức, bà ta ngay lập tức định giết chết bộ ba. Nhưng Bộ ba đã cùng nhau đọc lên thần chú bảo vệ, nhà tiên tri dùng hết sức mạnh của mình để tiêu diệt 3 chị em nhưng không đủ. Sức mạnh này bật trở lại, bắn ra mọi hướng làm chết hết những con quỷ cấp cao đứng bên cạnh mụ ta và cuối cùng nó làm nổ tung mụ ta cùng với đứa con quỷ mụ ta đang mang.

## Sức Mạnh
Khả năng tiên đoán của The Seer rất mạnh mẽ, bà có thể kích hoạt sức mạnh theo ý muốn và chia sẻ linh cảm của mình cho bất cứ ai. Khả năng tiên đoán của bà mạnh hơn cả Phoebe và Oracles (cũng là một nhà tiên tri).
Ngoài khả năng tiên tri vốn có, nhà tiên tri còn có thêm nhiều sức mạnh khác như dịch chuyển tức thời, tạo ra lửa, mở cổng dịch chuyển người khác, bà cũng đã sống hàng ngàn năm và phục vụ nhiều đời quỷ vương khác nhau
Khi mang đứa con của Phoebe, The Seer có sức mạnh của quỷ vương. Bà ta cũng là một người rất khôn khéo, thủ đoạn đã lừa được Giáo hội và lôi kéo Cole trở lại con đường cũ.